# Heinrich Braun
Heinrich Braun (ur. 23 listopada 1854 w Budapeszcie, zm. 8 lutego 1927 w Kleinmachnow) – niemiecki publicysta, redaktor czasopism, polityk, poseł do Reichstagu.

## Życiorys
Pochodził z rodziny żydowskiego przedsiębiorcy kolejowego, Ignaza. Od 1880 trudnił się pisarstwem i publicystyką. Był współpracownikiem pisma "Socjaldemokraci" i innych gazet partyjnych. W 1883 był współzałożycielem i pracownikiem czasopisma "Neue Zeit". Od 1888 do 1903 był założycielem i redaktorem pisma "Archiv für soziale Gesetzgebung und Statistik: Zeitschr. zur Erforschung d. gesellschaftl. Zustände aller Länder", które sprzedał Edgarowi Jaffé (na jego bazie powstał potem "Archiv für Sozialwissenschaft und Sozialpolitik"). Od 1892 do 1895 pełnił funkcję redaktora tygodnika „Social-Politisches Zentralblatt” w Berlinie. Był też redaktorem tygodnika socjaldemokratycznego "Neue Gesellschaft" w Berlinie (1907). Od 1911 był redaktorem półrocznika "Annalen für soziale Politik und Gesetzgebung" w Berlinie. Po 1919 pracował również jako rzeczoznawca ubezpieczeniowy w Berlinie.
W 1903 kandydował z powodzeniem na posła do Reichstagu z ramienia SPD (kadencja skończyła się w 1907).